# أفونليا (آن غرين جابلز)

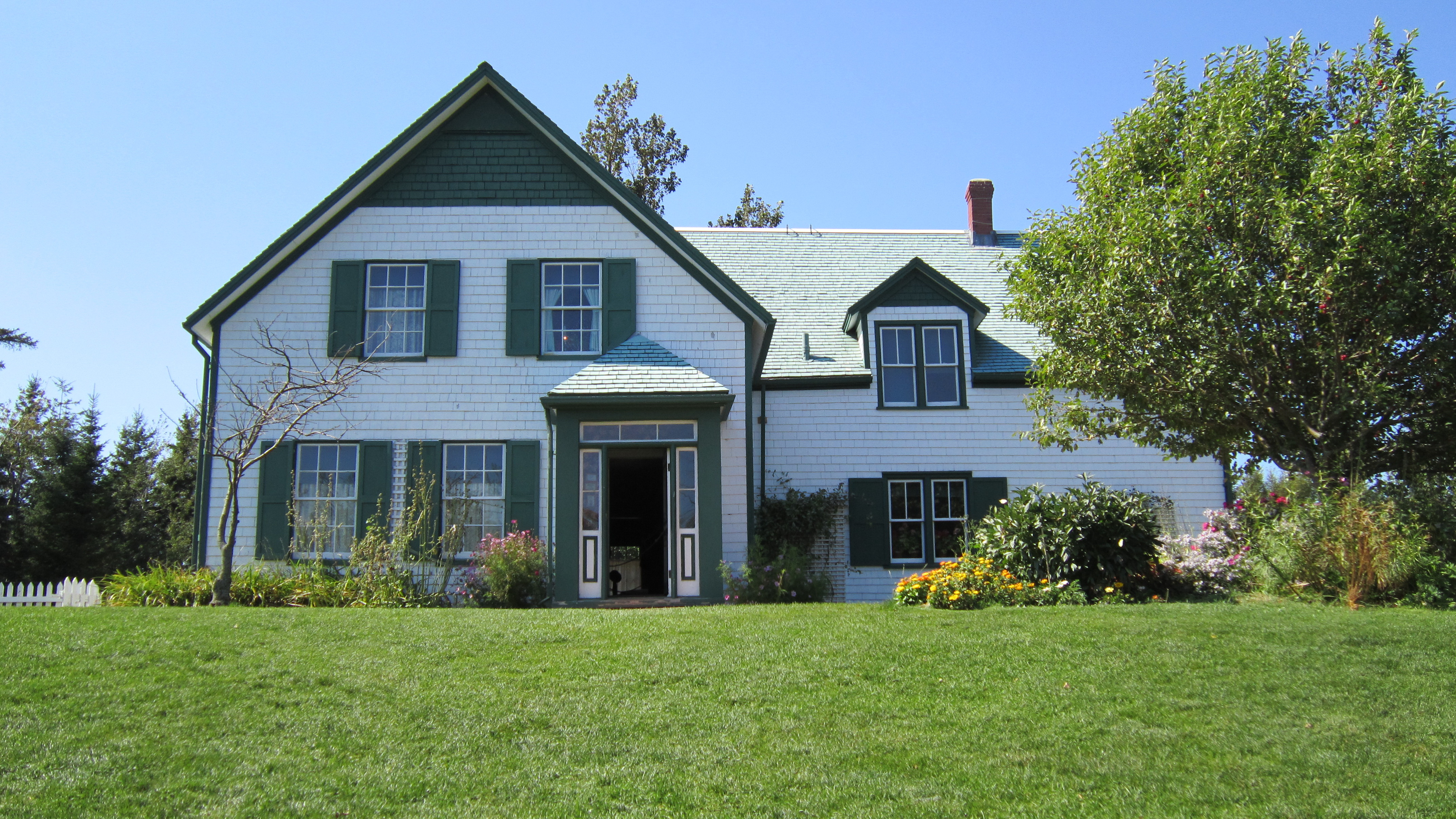
بيت في جزيرة الأمير إدوارد

أفونليا، هو طائفة خيالية تقع في جزيرة الأمير إدوارد، كندا، وهو موقع رواية لوسي مود مونتغمري آن الجملونات الأخضر، عقب اغامرات آن شيرلي، بالإضافة إلى نتائجها، والمسلسل التلفزيوني إلى افونليا.
استمدت مونتغمري الكثير من إلهامها لأفونليا من تجارب طفولتها في المجتمعات الزراعية في أواخر القرن التاسع عشر المحيطة بكافنديش ونيو جلاسكو ونيو لندن وهنتر ريفر وبارك كورنر.
في أعمال مونتغمري، تقع أفونليا على الشاطئ الشمالي لجزيرة الأمير إدوارد في شبه جزيرة صغيرة.صناعاتها الأساسية هي الزراعة وصيد سرطان البحر.  تشمل المجتمعات الخيالية المجاورة كارمودي، وايت ساندز (يجب عدم الخلط بينه وبين الرمال البيضاء الحديثة، التي تقع على الحافة الجنوبية من جزيرة الأمير إدوارد)وغرافتون، وبرايت ريفر، ونيوبريدج، وسبنسرفال.

## روابط خارجية
- Rough map of Avonlea
- Rough map of the region around Avonlea